# Cylindraspis inepta
La testuggine gigante di Mauritius dal dorso a sella (Cylindraspis inepta) era una specie di testuggine della famiglia dei Testudinidi. Era endemica di Mauritius. Gli ultimi avvistamenti risalgono agli inizi del XIX secolo.

## Biologia
Insieme a C. triserrata, C. inepta era una delle due specie di testuggini giganti di Mauritius. A differenza della sua simile dal dorso a cupola, aveva il guscio più piatto, il collo più lungo e una forma del palato che suggeriva la sua dieta: possedeva tre creste taglienti, al posto delle solite due, su ogni lato della bocca. La conseguente maggior capacità di raccolta e migliore masticazione le dava la possibilità di cibarsi anche di rametti e delle foglie più basse degli alberi.

## Caccia
Le testuggini giganti di Mauritius vennero citate per la prima volta nel 1630 dall'inglese Thomas Herbert, il quale raccontò di «testuggini di terra così grandi che erano in grado di muoversi anche con due uomini sopra, e che erano utilizzate più per sport che per necessità o lauti banchetti» e diede prova di grande consapevolezza dell'importanza che avrebbero potuto avere quando scrisse: «L'isola non ha abitanti umani. Queste creature che la possiedono, l'hanno solo a patto di pagare un tributo (senza eccezioni) a quelle navi che la fame o le pessime condizioni atmosferiche obbligano ad ancorare là». Herbert rifletteva la sfiducia dei britannici per i piatti esotici e, contrariamente all'apprezzamento dei francesi, considerava la carne di testuggine «un cibo odioso» e «adatto più per i maiali che per gli uomini». I coloni francesi non furono però dello stesso parere e cinquant'anni dopo presero ad abbattere centinaia e centinaia di testuggini per poi metterle sotto sale (la loro capacità di sopravvivere a bordo non era stata ancora apprezzata). Con quattro o cinque animali si riuscivano ad ottenere anche 45 kg di grasso. Nel 1673 Herbert Hugo, un ufficiale francese, dovette recarsi in alcune isole assai lontane dalla costa per poter trovare qualche testuggine e il suo resoconto del viaggio raccontò anche del massacro perpetrato dai suini ai danni delle giovani testuggini e delle loro uova deposte sotto la sabbia. Nel 1760 i giganti di Mauritius se ne erano già andati: infatti, i branchi che vivono attualmente sull'isola sono i discendenti delle testuggini prese da Aldabra e portate lì.